# Eupyrrhoglossum harpygia
Eupyrrhoglossum harpygia är en fjärilsart som beskrevs av Ludwig Wilhelm Schaufuss 1870. Eupyrrhoglossum harpygia ingår i släktet Eupyrrhoglossum och familjen svärmare. Inga underarter finns listade i Catalogue of Life.